# Степной сельсовет (Алтайский край)
Степной сельсовет — муниципальное образование со статусом сельского поселения и административно-территориальное образование в Солонешенском районе Алтайского края России. Административный центр — село Степное.

## Демография
По результатам Всероссийской переписи населения 2010 года, численность населения муниципального образования составила 610 человек, в том числе 302 мужчины и 308 женщин. Оценка Росстата на 1 января 2012 года — 575 человек.

## Населённые пункты
В состав сельского поселения входит 3 населённых пункта:
- село Дёмино,
- село Степное,
- село Чегон.

Алтайский — упразднённый в 1982 году посёлок.

## Достопримечательности
В 2004 году ниже села Степное по течению реки Карама (правый приток Ануя), в 3 км выше её устья, был найден один из самых древнейших археологических памятников в России — стоянка Карама, возраст которой, по предварительным оценкам, составляет 600—800 тыс. лет.